# Auriglobus
Az Auriglobus a sugarasúszójú halak (Actinopterygii) osztályába, ezen belül a gömbhalalakúak (Tetraodontiformes) rendjébe és a gömbhalfélék (Tetraodontidae) családjába tartozó nem.

## Rendszerezés
A nembe az alábbi fajok tartoznak:
- Auriglobus amabilis
- Auriglobus modestus
- Auriglobus nefastus
- Auriglobus remotus